# Chanakya
Chanakya (sau Kauṭilja sau Viṣṇugupta) (c. 350 - 283 î.Hr.) a fost un scriitor indian de limbă sanscrită.
A fost sfetnic al împăratului Chandragupta Maurya, fondatorul marii dinastii Maurya, pe care l-a sprijinit la întemeierea primului mare regat indian.

## Opera
Lui Chankya îi sunt atribuite două mari scrieri:
- Arthashastra: "Știința statului" - cel mai vechi text indian laic[3]
- Nitishastra - o lucrare de etică și de conduită